# Barilius lairokensis
Barilius lairokensis е вид лъчеперка от семейство Шаранови (Cyprinidae). Видът е почти застрашен от изчезване.

## Разпространение
Разпространен е в Индия (Манипур).

## Описание
На дължина достигат до 10,5 cm.